# My Sad Captains
My Sad Captains is een nummer van de Britse band Elbow uit 2014. Het is de derde en laatste single van hun zesde studioalbum The Take Off and Landing of Everything.
"My Sad Captains" is rustig en melancholisch nummer dat gaat over ouder worden. "Het nummer treurt om het feit dat je niet iedere avond al je vrienden kan zien zoals toen je jong was", aldus zanger Guy Garvey. De titel verwijst naar een regel in Antonius en Cleopatra van William Shakespeare, waarin Marcus Antonius tegen zijn drinkpartners zegt: "Come, let's have one other gaudy night; call to me all my sad captains; fill our bowls; once more, let's mock the midnight bell". Het nummer werd enkel een klein succesje in Vlaanderen, waar het de 15e positie bereikte in de Tipparade.